# Sent Roma de Dolanh
Sent Roma de Dolanh (en francès Saint-Rome-de-Dolan) és un municipi del departament francès del Losera, a la regió d'Occitània.